# Эвери, Генри
Генри Эвери, прозвища Архипират и Долговязый Бен (20 августа 1659, Newton Ferrers, 9,7 км от Плимута — неизвестно, возможно 1714, Девоншир) — английский пират, считающийся «одним из самых успешных буканьеров и джентльменов удачи».

## Жизнь
Родился в деревне Newton Ferrers (Девоншир), в 9,7 км юго-восточнее Плимута. Был сыном капитана английского флота. С малых лет грезил морем и далёкими путешествиями. Юнгой он попал на торговый корабль, который ходил в Вест-Индию. В 1694 году получил назначение первым помощником на большой 30-пушечный фрегат «Сharles II», который направлялся в Вест-Индию грабить французские суда. Это был корсарский корабль, капитану которого испанское правительство выдало каперский патент (Англия и Испания тогда являлись союзниками, и Британия не возражала, когда испанский король нанимал английских корсаров себе на службу).
7 мая 1694 года на судне вспыхнул мятеж, вызванный длительной невыплатой жалованья (команде не платили уже восемь месяцев). Капитану предъявили ультиматум: или встать на путь пиратства, или покинуть свой пост. Тот отказался, и тогда новым капитаном был провозглашён бывший первый помощник капитана, Эвери. Высадив капитана и нескольких его сторонников на шлюпку, команда захватила корабль и вышла в море под пиратским флагом. Корабль переименовали в «Fancy» («Причуда»).
Став предводителем пиратов, Эвери решил плыть, обогнув мыс Доброй Надежды, в Индийский океан, надеясь встретить там богатые торговые арабские и индийские суда. По пути он захватил три английских корабля у островов Зелёного Мыса и два — голландских пиратов. Через некоторое время он достиг Мадагаскара.
Пиратская эскадра провела на Мадагаскаре около двух месяцев. Эвери встретился там со знаменитым пиратом Томасом Тью. Он разбойничал в местных водах на двух небольших быстроходных шлюпах. Тью предложил отправиться к Аравийскому побережью: он сообщил, что в Красное море вскоре должна прибыть флотилия судов индийских паломников, ежегодно направляющихся в Мекку. В море вышла пиратская флотилия из 6 кораблей под общим командованием Эвери. Вскоре один из кораблей, ввиду тихоходности, был сожжён (его экипаж перешёл на «Fancy»). Потом отстал ещё один.
К моменту перехвата индийского каравана у пиратов было 4 судна против 25 индийских. В первый день пираты, после недолгого сражения, захватили второй по величине корабль индийцев, «Фат-Махмамади», а потом, через несколько дней преследования, крупнейший — «Ганг-и-Савай».

Флаг Генри Эвери (скорее всего, придуман в 20-м веке)

Борта «Воображения» и «Ганг-и-Савая» находились почти вровень, и пиратам не было необходимости забрасывать верёвки. Они клали мостки, по которым перебирались на палубу судна Империи Великих Моголов. Генри Эвери бился в первых рядах нападающих. Индийцы отчаянно оборонялись, но потом сдались. Впоследствии добыча пиратов оказалась неслыханной: 9 миллионов рупий (примерно 600 тысяч фунтов, не считая драгоценностей и изделий из золота и серебра. По некоторым сведениям добычей Эвери стала и дочь Великого Могола Фатима (по другим данным — Джаландхар), которая со своими служанками совершала паломничество в Мекку.
Развернулась настоящая международная охота за «Причудой». Голова Эвери была оценена Лондоном в 500 фунтов стерлингов. Ещё столько же пообещал падишах (император) Великих Моголов тому, кто доставит ему пирата живым или мёртвым. Однако захватить Эвери не удалось.
После пребывания на Багамах в 1696 году дальнейшая его судьба неизвестна. По одним сведениям, он снова вышел в море и вскоре погиб в сражении. По другим, он разорился и умер в нищете в Девоне.

## Появление в литературе и играх
- David Cordingly, ‘Avery, Henry (bap. 1659, d. 1696?)’, Oxford Dictionary of National Biography, Oxford University Press, 2004.
- The Pyrates, George MacDonald Fraser, William Collins & Sons, 1983, ISBN 0-330-28390-1
- J. Franklin Jameson, Privateering and Piracy in the Colonial Period: Illustrative Documents, New York: A.M. Kelley, 1923.
- Douglas Botting, The Pirates, Time-Life Books, 1978.
- E T Fox «King of the Pirates: The Swashbuckling Life of Henry Every» Tempus 2008 ISBN 978-0-7524-4718-6
- Энциклопедия «Пираты и разбойники», Москва, издательство «Росмэн», 2001.
- Игра «Uncharted 4», Генри Эвери является ключевой исторической личностью в этой части серии, Naughty Dog, 2016.